# ایزیری ۱۳۱۳۹
استاندارد ایزیری ۱۳۱۳۹ (تلفظ ISIRI 13139)، استاندارد ملی ایران با عنوان خودرو - تراکتور - نصب وسایل روشنایی و علامت‌دهنده نوری برای تراکتورهای چرخ‌دار کشاورزی یا جنگل‌داری است.

## تاریخچه و روند تدوین
این استاندارد در چهارصد و هفتاد و ششمین جلسه کمیته ملی استاندارد خودرو و نیرومحرکه موسسه استاندارد و تحقیقات صنعتی ایران متشکل از نمایندگان سازمان استاندارد، شرکت بازرسی کیفیت و استاندارد ایران، شرکت بازرسی مهندسی ایران و صنف مربوطه مورد تائید قرار گرفت و در سال ۱۳۸۹  به چاپ رسید.